# El Yelmo (Jaén)
El Yelmo es un pico enclavado en la zona noreste de la provincia de Jaén, en el término municipal de Segura de la Sierra, en la comarca de la Sierra de Segura. Sus laderas, algo empinadas están cubiertas por densa vegetación, que se va perdiendo conforme se va coronando la cima.
En su cima se aprecia un pliegue sinclinal, constituido por areniscas del Albiense con la afloración de formaciones dolomíticas del Cretácico superior.
En su cumbre, a la que se puede acceder en coche mediante una pista recientemente asfaltada, hay una zona de vuelo de parapente con dos puntos de despegue.